# ساچیمی ایوائو
ساچیمی ایوائو (انگلیسی: Sachimi Iwao؛ زادهٔ ۲۰ فوریه ۱۹۷۶) بازیکن هاکی روی چمن زن اهل ژاپن بود.
وی در مسابقات کشوری و بین‌المللی در مجموع برندهٔ ۱ مدال طلا، ۲ مدال نقره، ۲ مدال برنز شده‌است.